# Ґодово
Ґодово (пол. Godowo, нім. Freiheide) — село в Польщі, у гміні Машево Голеньовського повіту Західнопоморського воєводства.
Населення — 153 особи (2011).
У 1975-1998 роках село належало до Щецинського воєводства.

## Демографія
Демографічна структура станом на 31 березня 2011 року:
|          | Загалом | Допрацездатний вік | Працездатний вік | Постпрацездатний вік |
| -------- | ------- | ------------------ | ---------------- | -------------------- |
| Чоловіки | 77      | 20                 | 50               | 7                    |
| Жінки    | 76      | 16                 | 45               | 15                   |
| Разом    | 153     | 36                 | 95               | 22                   |